# 近衛殿
近衛殿（このえどの、生没年不詳）は、近衛尚通の娘で北条氏綱の後妻。近衛稙家の姉にあたり、北の藤とも呼ばれていたという（『為和集』）。
生年は不詳であるが、氏綱の最初の妻である養珠院殿が没した大永7年（1527年）時点で、近衛稙家は26歳であるため、その姉であればそれよりも年長になる。しかも、実際の婚姻は尚通と氏綱の関係が密接になる享禄4年（1531年）もしくは翌天文元年（1532年）と推測されるため、氏綱に嫁いだのは30歳を過ぎてからと考えられる。
そのため、後北条氏が摂関家との関係を構築するために行った政略結婚で、名目的要素が強かったとされているが、それでも氏綱の死後に先妻の子である北条氏康が家督を継いだ後も、「御大方様」として遇されていた。
記録上では天文19年（1550年）まで動向が知られるので、亡くなったのはそれ以降と考えられるが、詳細は不詳。ただし、板橋妙安寺にある天文23年（1554年）7月24日没の「勝光院殿妙安尊尼」の墓を近衛殿の墓とする説がある。